# Universidad de Münster
La Universidad de Münster (en alemán: Universität Münster) es una universidad pública en Münster, Renania del Norte-Westfalia, Alemania. Esta es una universidad internacional importante y bien conocida.

## Historia
La Universidad fue fundada en 1780.

## Organización
- Facultad de Teología protestante
- Facultad de Teología católica
- Facultad de Derecho
- Facultad de Economía
- Facultad de Medicina
- Facultad de Filosofía
  - Departamento de la Ciencia Educativa y Social
  - Departamento de la Ciencia de la Psicología y del Deporte
  - Departamento de la Historia y Filosofía
  - Departamento de la Filología
- Facultad de Matemáticas y Ciencia de la Naturaleza
  - Departamento Matemáticas e Informática
  - Departamento de la Física
  - Departamento de la Química y de la Farmacia
  - Departamento de la Biología
  - Departamento de la Geología
- Facultad de Música